# 伝説のイリノイ・コンサート
『伝説のイリノイ・コンサート』（でんせつのイリノイ・コンサート、原題：The Illinois Concert）は、アメリカ合衆国のジャズ・ミュージシャン、エリック・ドルフィーが1963年に録音したライブ・アルバム。ドルフィーの死から35年後の1999年に、ブルーノート・レコードから発売された。

## 背景
1963年にイリノイ大学アーバナ・シャンペーン校で開催された「第11回現代芸術フェスティバル」におけるライブ録音で、このフェスティバルは、現代音楽のコンサートや講義を中心としており、ドルフィーはこの年、ジャズ・ミュージシャンとして唯一招かれた。本作に参加したハービー・ハンコックは、以前にも1962年10月7日のドルフィーのニューヨーク公演でサイドマンを務めており、その模様はライブ・アルバム『レフト・アローン』に収録されている。「サムシング・スイート、サムシング・テンダー」は、本作ではバスクラリネットの独演による「ゴッド・ブレス・ザ・チャイルド」へ続く短いイントロダクションとなっているが、後に録音されたアルバム『アウト・トゥ・ランチ』において全体像が披露されている。「レッド・プラネット」および「G.W.」は、イリノイ大学の学生バンドとの共演で、学生時代のセシル・ブリッジウォーターも参加している。なお、ドルフィーは当時、フレディ・ハバードのアルバム『ザ・ボディ・アンド・ザ・ソウル』（1963年3月8日、11日、5月2日録音・1964年発表）でサイドマンを務めており、本作はその合間に録音された。
当日のライブ音源は、テープのコピーを持っていたラジオ・プロデューサーのブライアン・サンダースによって1970年代中期にラジオでオン・エアされており、サンダースは1996年、このテープをアラン・ソールに渡して、ソールを通じてマイケル・カスクーナのプロデュースにより本作が発表されることとなった。

## 反響・評価
アメリカでは『ビルボード』のジャズ・アルバム・チャートで12位に達した。
Ken Drydenはオールミュージックにおいて5点満点中4.5点を付け「全体的にドラムスの音が大きすぎるのと、"South Street Exit"におけるフルートの音が十分に拾えていないことを除けば、音質は実に良好」「ドルフィーの演奏は終始聴き応えがある」と評している。また、『CDジャーナル』のミニ・レビューでは「まるで何かに憑かれたように吹き続けるドルフィーと、反応の塊となっているハンコックのプレイは、今聴いてもゾクゾクする」と評されている。

## 収録曲
特記なき楽曲はエリック・ドルフィー作曲。
1. 朝日のようにさわやかに - "Softly as in a Morning Sunrise" (Oscar Hammerstein II, Sigmund Romberg) - 20:19
2. サムシング・スイート、サムシング・テンダー - "Something Sweet, Something Tender" - 1:29
3. ゴッド・ブレス・ザ・チャイルド - "God Bless the Child" (Billie Holiday, Arthur Herzog Jr.) - 8:46
4. サウス・ストリート・イグジット - "South Street Exit" - 7:29
5. アイアン・マン - "Iron Man" - 11:00
6. レッド・プラネット - "Red Planet" - 12:29
7. G.W. - "G.W." - 7:41

## 参加ミュージシャン
- エリック・ドルフィー - バスクラリネット(on #1, #2, #3)、フルート(on #4)、アルト・サクソフォーン(on #5, #6, #7)[5]
- ハービー・ハンコック - ピアノ(#3を除く全曲)
- エディ・カーン - ベース(#3を除く全曲)
- J.C.モーゼス - ドラムス(#3を除く全曲)
- イリノイ大学ブラス・アンサンブル(on #6)
- イリノイ大学ビッグ・バンド(on #7)